# День Патріота (фільм)
«День Патріота» (англ. Patriots Day) — американський драматичний фільм-трилер, знятий Пітером Бергом. Прем'єра стрічки відбулася 17 листопада 2016 року на кінофестивалі AFI Fest, у широкий прокат фільм вийшов у січні 2017 року; в Україні не демонструвався.
Фільм розповідає про вибухи на Бостонському марафоні у квітні 2013 року та розшук терористів, які їх здійснили.

## У ролях
- Марк Волберг — сержант Томмі Сондерс
- Джон Гудмен — комісар Ед Девіс
- Кевін Бейкон — сержант Джеффрі Пульєзе
- Джонатан Сіммонс — Річард Делорьєр
- Алекс Вольфф[en] — Джохар Царнаєв[en]
- Темо Мелікідзе — Тамерлан Царнаєв[en]
- Майкл Біч[en] — Деваль Патрік
- Мішель Монаган — Керол Сондерс
- Рейчел Броснаген — Джессіка Кенскі
- Мелісса Бенойст — Кетрін Рассел
- Лана Кондор — Лі
- Ханді Александр — Вероніка

## Виробництво
Зйомки фільму почались 29 березня 2015 року у Квінсі та Бостоні.